# Belmullet
Belmullet (Béal an Mhuirthead en irlandais) est une ville du comté de Mayo en république d'Irlande. John Millington Synge y a situé sa pièce de théâtre Le Baladin du monde occidental ainsi que son poème "Danny".
La ville compte 2 009 habitants.
Belmullet possède un aéroport (code AITA : BLY).